# Сториборд
Сторибордът представлява съвкупност от кадри с приложен към всеки един от тях кратък текст в рамките на няколко изречения. Той е част от процеса на създаване на филмови продукции или реклами и спомага за автора на дадено визуално произведение как ще изглежда то в крайния си вид. Кадрите за сториборда обикновено се рисуват на ръка.
Такъв, какъвто го познаваме днес, сторибординг процесът е разработен от студио „Уолт Дисни“ през 30-те години на XX век, като в студията преди това в употреба са влизали подобни процеси.

## Бизнес
Сюжетните табла, използвани за планиране на рекламни кампании, като например производство на корпоративни видеоклипове, реклами, предложения или други бизнес презентации, предназначени да убеждават или да принуждават към действие, са известни като презентационни табла. Презентационните табла обикновено имат по-високо качество на визуализациите от сторибордовете, тъй като трябва да предадат изразителност, оформление и настроение. Създаването на сториборд осигурява преглед на подредбата на информацията във всички видеоклипове.
Съвременните рекламни агенции и специалисти по маркетинг създават презентационни табла, като наемат художник на сторибордове, който да създаде илюстрирани ръчно нарисувани кадри, или често използват оригинални снимки, за да създадат свободно изложение на идеята, която се опитват да продадат. Сторибордовете могат да се използват и за визуално разбиране на преживяването на клиентите, като картографират пътуването на клиентите, марките могат по-добре да идентифицират потенциалните болезнени точки и да предвидят възникващите им нужди".
"Сторибордът на качеството е инструмент, който помага да се опрости прилагането на процеса на подобряване на качеството в дадена организация.